# Psaliodes posides
Psaliodes posides är en fjärilsart som beskrevs av Druce 1893. Psaliodes posides ingår i släktet Psaliodes och familjen mätare. Inga underarter finns listade i Catalogue of Life.